# Mályi
Mályi là một thị trấn thuộc hạt Borsod-Abaúj-Zemplén, Hungary. Thị trấn này có diện tích 11,28 km², dân số năm 2010 là 4175 người, mật độ 370 người/km².